# Mireille (opéra)
Pour les articles homonymes, voir Mireille.
Représentations notables
- 14 septembre 2009 : entrée au répertoire de l'Opéra de Paris

Personnages
- Mireille : soprano,
- Vincent : ténor,
- Taven : contralto,
- Ramon : baryton-basse,
- Ourrias : baryton,
- Vincenette : soprano,
- Clémence : soprano,
- Ambroise : baryton-basse,
- Le passeur : basse,
- Andreloun : voix d'enfant.

Airs
- Ô légère hirondelle
- Heureux petit berger
- La brise est douce est parfumée

Mireille est un opéra en cinq actes, composé par Charles Gounod sur un livret de Michel Carré d'après  Mirèio, poème épique en provençal de Frédéric Mistral, créé le 19 mars 1864 au Théâtre Lyrique.

## Genèse

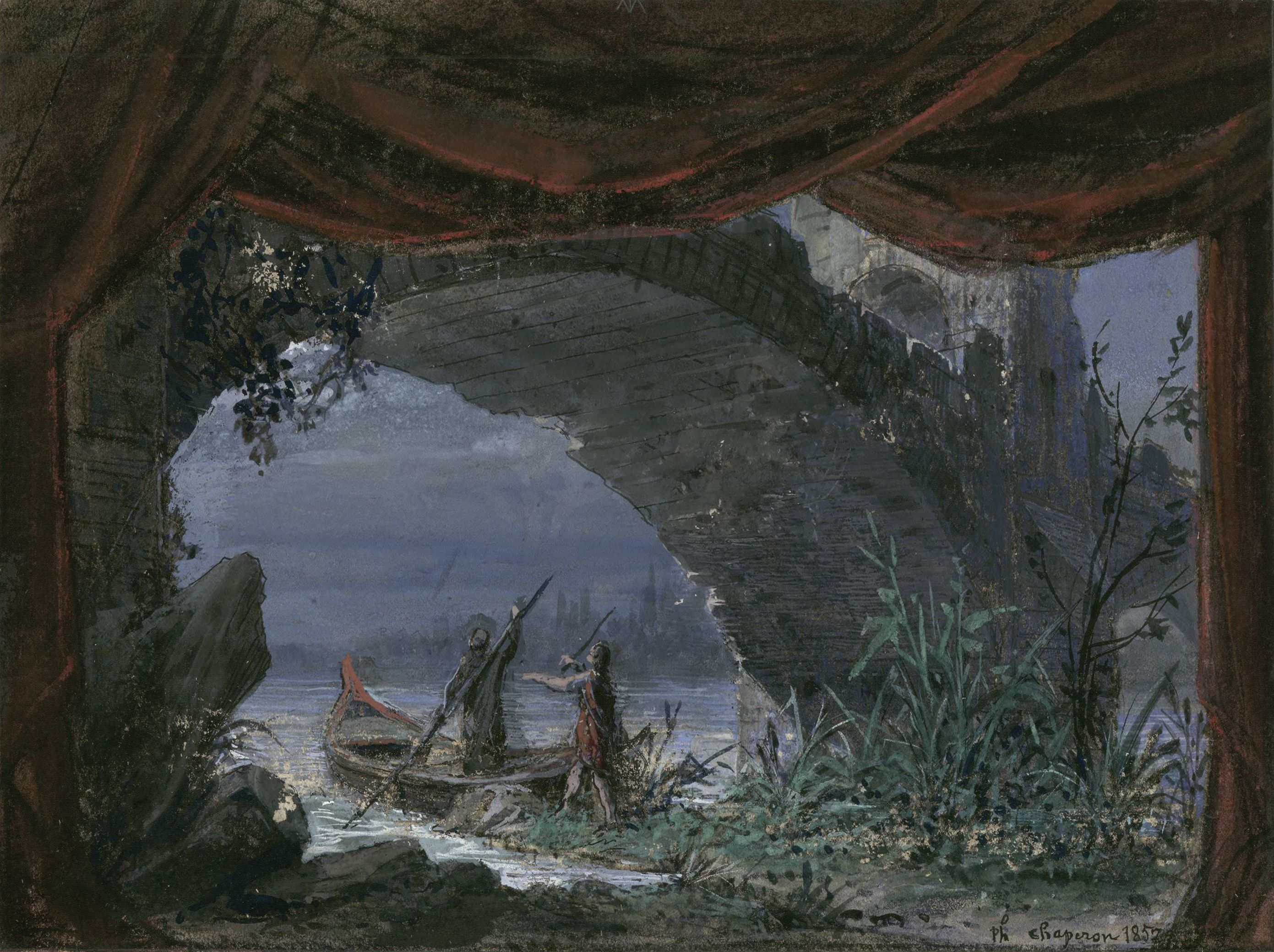
Décor de Philippe Chaperon pour l’acte, scène 2.

Dès 1859, Charles Gounod avait parcouru le poème de Frédéric Mistral, dont l'originalité l'avait séduit. Il écrivit alors à Mistral qui accéda à son désir d'en tirer un opéra. L'écriture du livret fut confiée à Michel Carré, qui élabora tout d'abord un canevas qu'on soumit à l'approbation de Mistral. Celui-ci invita le compositeur à venir s'installer en Provence.
Le 12 mars 1863, Gounod et Mistral firent connaissance et Gounod s'installa dans un hôtel de Saint-Rémy-de-Provence, où il fit venir un piano et composa sa partition en trois mois.
Après des répétitions difficiles, l'œuvre fut créée le 19 mars 1864 au Théâtre Lyrique à Paris mais n'obtint qu'un succès relatif, dû principalement à la coupe en cinq actes et à la mort de l'héroïne à la fin de l'ouvrage.
Divers aménagements furent opérés en vue d'une reprise au Théâtre Lyrique, en décembre 1864, sur la suggestion du directeur du théâtre, Léon Carvalho. L'opéra fut ainsi réduit à trois actes et complété de dialogues parlés, mais il n'obtint pas davantage la faveur du public.
De nombreuses retouches furent pratiquées à l'occasion des reprises successives et ce ne fut qu'en 1939, après de patientes recherches menées par Guy Ferrant et Henri Busser, disciple de Gounod, qu'on retrouva enfin la partition originale de Mireille.
Dès sa prise de fonction, Nicolas Joel fait entrer l'œuvre de Gounod au répertoire de l'Opéra de Paris. Mireille est donnée à l'Opéra Garnier, sous la direction de Marc Minkowski et dans une mise en scène du nouveau directeur de l'opéra le 14 septembre 2009.

## Argument

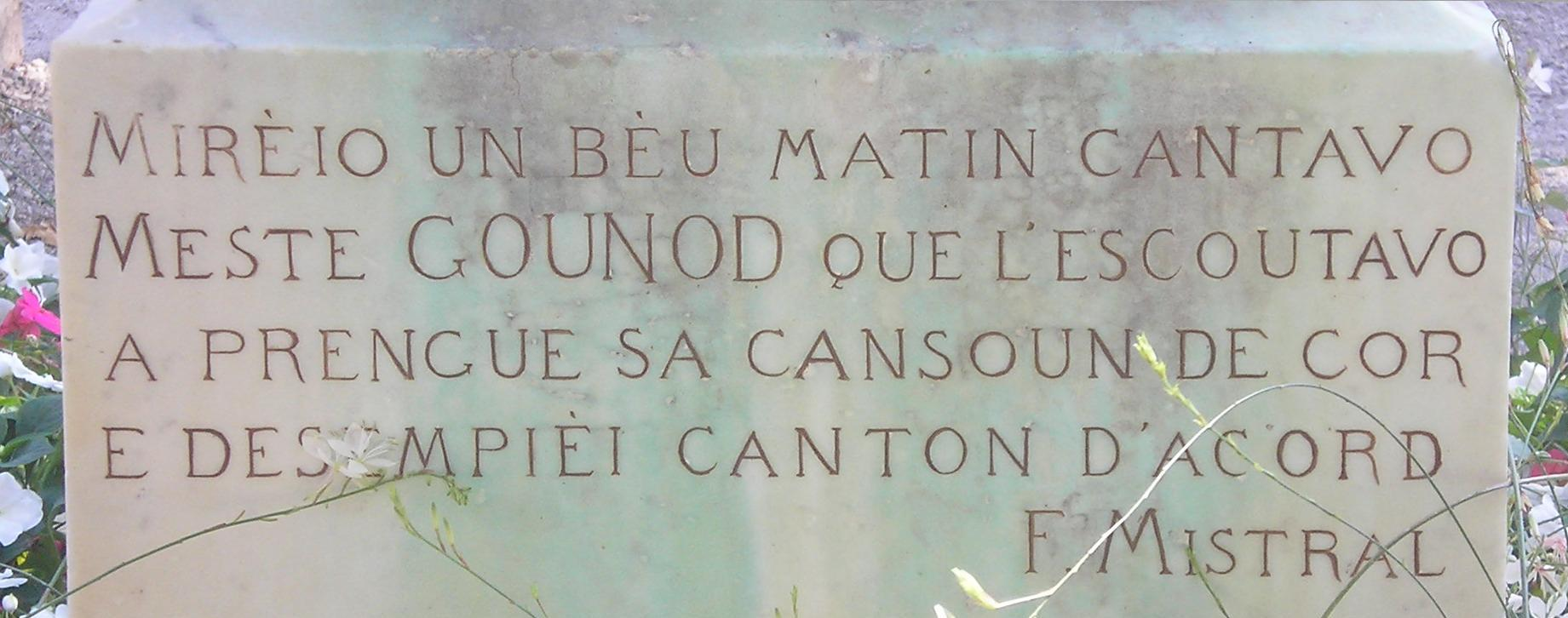
Stèle de la statue de Charles Gounod
à Saint-Rémy-de-Provence
Les vers de Frédéric Mistral disent : Mireille un beau matin chantait, Maître Gounod qui l'écoutait apprit sa chanson par cœur et depuis ils chantent à l'unisson

Le livret de Mireille n'offre qu'un reflet partiel de l'œuvre de Frédéric Mistral, elle-même conçue comme un vaste poème épique. Quant à la musique de l'opéra, elle est placée sous le signe de Mozart : plus que dans Faust, Gounod s'y fait l'admirateur de Don Giovanni bien que le troisième acte présente une féerie musicale que de nombreux musicologues n'hésitent pas à comparer à Mendelssohn ou à Weber. 

Partition de Mireille en 5 actes, mars 1864
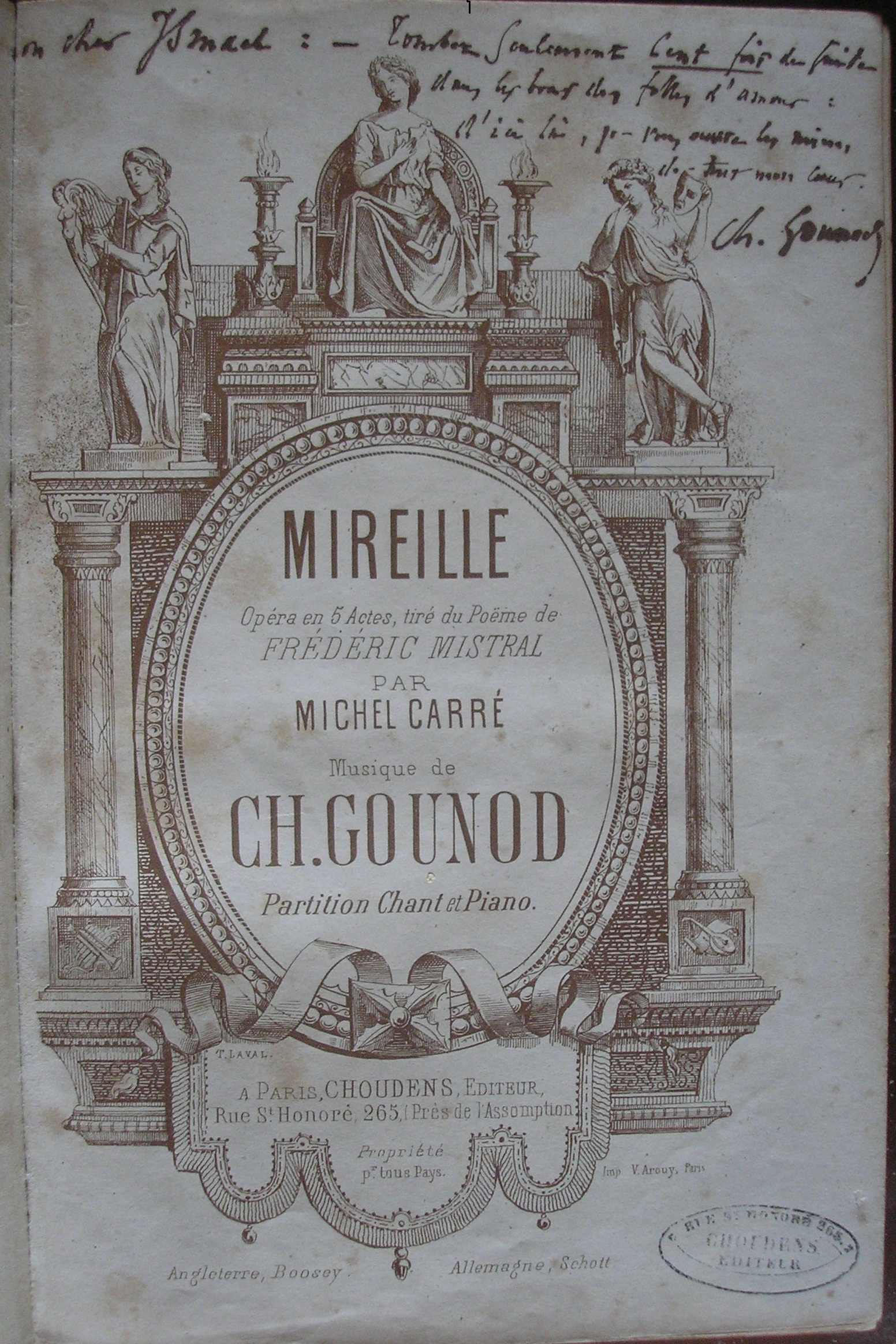
Partition dédiée à Ismaël par Charles Gounod
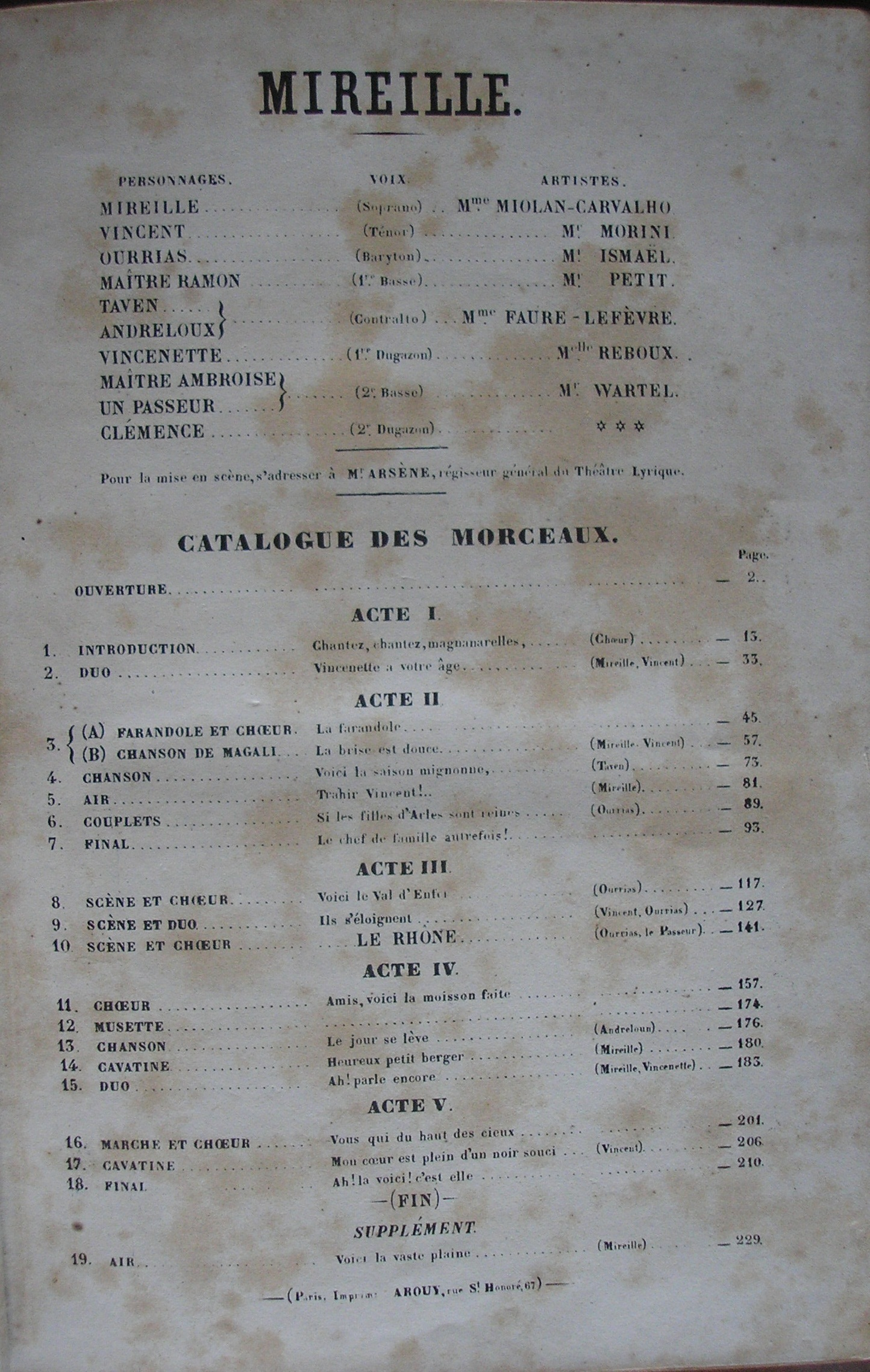
Distribution de la création et morceaux

### Acte I
Le matin de la Saint-Jean, les magnanarelles cueillent les feuilles destinées aux vers à soie. Taven, une sorcière qui vit dans les rochers du Val d'Enfer passe au milieu d'elles, évoquant leur insouciance. Les filles se moquent d'elle et Clémence chante bien haut qu'elle aspire à un riche mariage. Mireille, fille unique du propriétaire, déclare qu'elle épousera celui qu'elle aime, fût-il pauvre et timide. Les ouvrières la plaisantent car Mireille a déjà fait son choix : un pauvre vannier, nommé Vincent.
Restée seule, Mireille se confie à Taven, qui lui promet son aide. La vieille femme la quitte et Vincent la rejoint bientôt, lui avouant qu'il l'aime. Le temps passant, ils doivent se séparer, mais promettent de se retrouver aux Saintes-Maries-de-la-Mer en cas de malheur.

### Acte II
Devant les arènes d'Arles, on chante la farandole en dansant. Mireille paraît avec Vincent : on leur fait fête et ils répondent en chantant tour à tour, bientôt séparés par le départ de la course de taureaux. Taven prend alors Mireille à part et lui confie avoir vu trois hommes (parmi lesquels Ourrias, riche bouvier), se disputer sa main.
Restée seule, Mireille est abordée par Ourrias qui lui adresse ses compliments mais elle l'éconduit. Ébranlé, Ourrias laisse la place à Ramon (père de Mireille) et Ambroise (père de Vincent) : ce dernier lui confie que son fils est tombé amoureux d'une fille de riche famille, dont il se désespère ; Ramon lui propose le bâton comme remède mais Mireille intervient et révèle qu'elle est celle que Vincent aime. D'abord troublé, Ramon se ressaisit et maudit sa fille, puis Vincent et Ambroise, qu'il chasse dans la confusion générale.

### Acte III
Tableau 1, Le Val d'Enfer
Ourrias traverse le Val d'Enfer, peuplé de farfadets et de lutins, à la recherche de Taven, qui pourra lui vendre un breuvage magique pouvant lui apporter l'amour de Mireille. Laissé seul à sa jalousie, il rencontre Vincent qu'il raille et insulte. Le jeune homme essaie de le calmer mais Ourrias le frappe d'un coup de trident et le laisse pour mort. Alertée par les gémissements de Vincent, Taven aperçoit Ourrias qui s'enfuit et elle le maudit.
Tableau 2, Le pont de Trinquetaille
Pris de remords, Ourrias se rend au gué de Trinquetaille pour tenter de traverser le Rhône. La vision de spectres de femmes mortes par amour l'assaille. Lorsque le passeur arrive enfin, l'eau se gonfle et engloutit Ourrias. Il est damné.

### Acte IV
Tableau 1, Les Micocoules
Le soir, au mas, les moissonneurs fêtent la Saint-Jean sans parvenir à réconforter Ramon, qui sait que son refus a brisé le cœur de sa fille et mis fin à la vieillesse heureuse qu'il se préparait. Vincenette, la sœur de Vincent, se glisse jusqu'à la chambre de Mireille et lui apprend que Vincent a été blessé par Ourrias, mais qu'il est vivant. Mireille décide d'aller prier aux Saintes-Maries-de-la-Mer pour conjurer le malheur.
Tableau 2, La plaine de la Crau
Dans le désert de la Crau, Mireille rassemble ses forces pour la partie la plus pénible du voyage. Prise de vertige, victime d'une insolation, elle croit mourir, mais se reprend et se remet en route.

### Acte V
Dans la chapelle des Saintes-Marie-de-la-Mer, les pèlerins chantent un hymne d'action de grâce. Vincent paraît et Mireille, exténuée, se jette dans ses bras puis s'évanouit à nouveau. Elle ne reprend conscience que pour mourir dans ses bras, tandis qu'une voix céleste l'appelle.

## Personnages et distribution de la création en 1864[2]
- Mireille : soprano, Mme Miolan-Carvalho
- Vincent : ténor, M. Morini
- Taven : contralto, Mme Faure-Lefèvre
- Ramon : baryton-basse, M. Petit (1re basse)
- Ourrias : baryton, M. Ismaël
- Vincenette : soprano, Mlle Reboux (1re dugazon)
- Clémence : soprano, ***
- Ambroise : baryton-basse, Émile Wartel (2e basse)
- Le passeur : basse, M. Wartel
- Andreloun : voix d'enfant, Mme Faure-Lefèvre

## Enregistrements notables

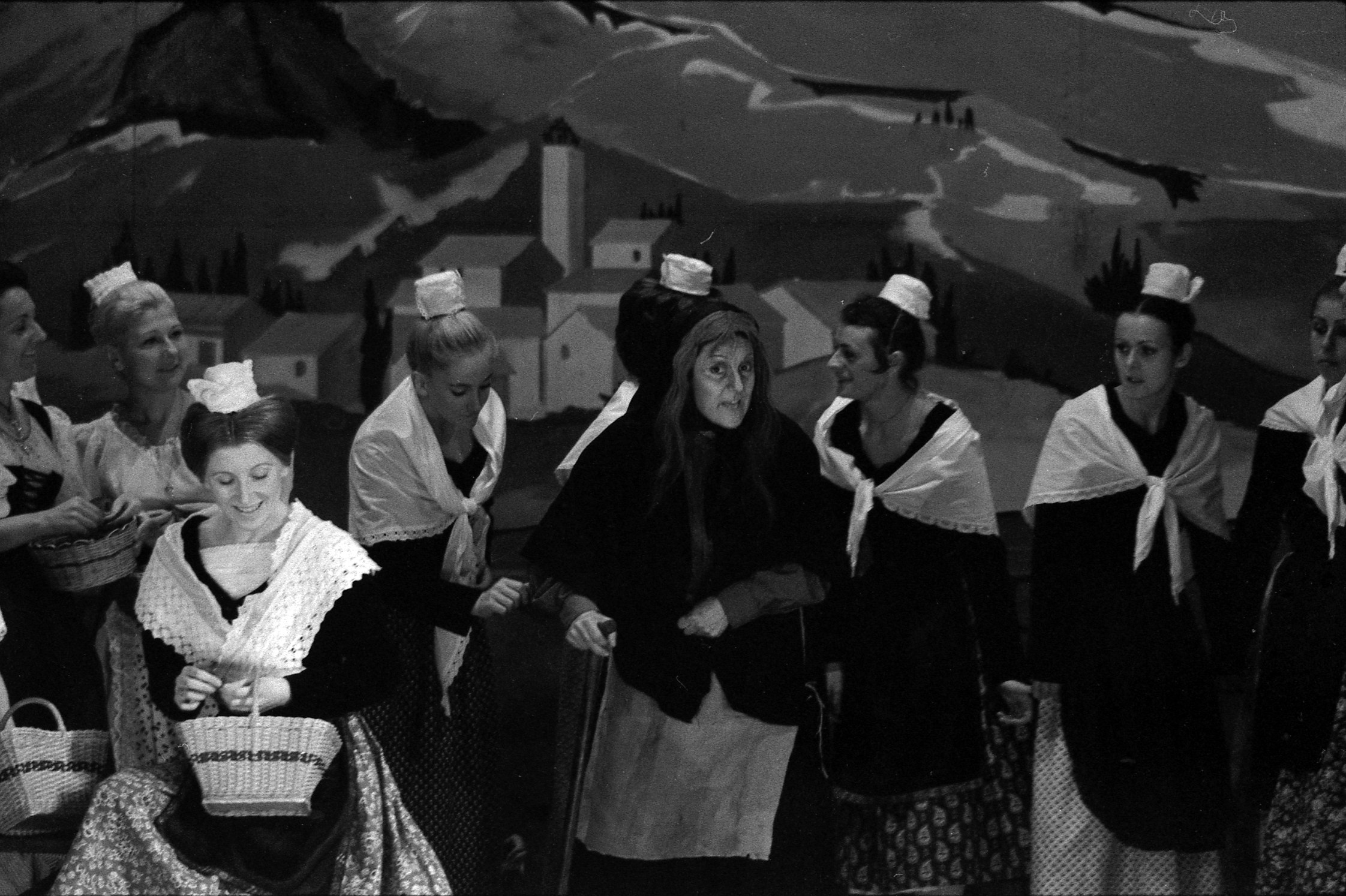
Représentation de Mireille au Théâtre du Capitole de Toulouse en 1971.

- Janette Vivalda, Nicolai Gedda, Christiane Gayraud, Orchestre de la Société des concerts du Conservatoire, dirigés par André Cluytens en 1954 (La Voix de son Maitre).
- Andrée Esposito, Alain Vanzo, Suzanne Darbans, Orchestre de Radio France, dirigés par Jules Gressier en 1959.
- Mirella Freni, Alain Vanzo, José Van Dam, Orchestre du Capitole de Toulouse, dirigés par Michel Plasson en 1979 (EMI).